# 北美电话区号219

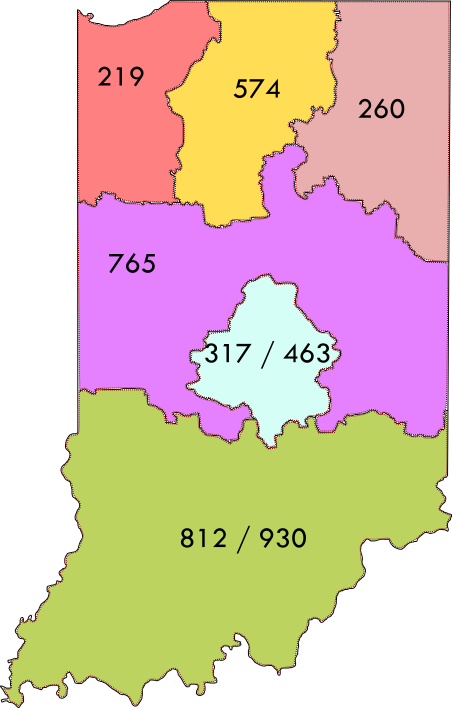
印第安納州電話區號分佈

北美电话区号219是北美地区电话号码计划中覆盖印第安纳州西北部的电话区号，包括芝加哥大都市区在该州的部分，其中包括莱克县、波特县、拉波特县、牛顿县和杰斯珀县。区号包括谢勒维尔、切斯特顿、萊克斯泰申、洛厄尔、克朗波因特、锡达湖、霍巴特、惠廷、加里、哈蒙德、东芝加哥、梅里尔维尔、蒙斯特、格里菲斯、海兰、波蒂奇、瓦尔帕莱索、密歇根城、奥格登杜恩斯、圣约翰、拉波特、德莫特、罗斯劳恩、考茨、湖村和壬色列等城市。区号219基本上与印第安纳州一侧的芝加哥大都市区区域相同。电话服务由AT&T 、前线电信公司（Frontier Communications）和西北印第安纳电话公司提供。
尽管区域内有芝加哥的郊区城市密西亚和韦恩堡，该区号配置在53年间保持不变。但到了20世纪末，区号219的号码资源已濒临枯竭。在拆分事宜不能继续拖延的情况下，印第安纳州北部被拆分为了三个区号。在抽签决定哪个区域可以保留原219区号时，印第安纳州西北部中签。以南本德为中心的原219中部区域变成了区号574 。以韦恩堡为中心的东部区域则变为区号260 。区号拆分于2002年1月15日施行。2002年6月14日之前，印第安纳州北部仍可允许撥入寬鬆219区号。